# Oligoryzomys arenalis
Oligoryzomys arenalis és una espècie de mamífer rosegador de la família dels cricètids. És endèmic de la franja occidental del Perú, on viu a altituds d'entre 400 i 2.850 msnm. Els seus hàbitats naturals són les zones costaneres seques, els matollars, les valls interandines i les zones inundades. Està amenaçat per la competició amb múrids introduïts al seu medi, així com la destrucció d'hàbitat al sud de la seva distribució.